# Cherry Bullet
Cherry Bullet  (tiếng Hàn: 체리블렛; Romaja: cheri beullet, Tiếng Nhật: チェリーバレット), là một nhóm nhạc nữ đa quốc tịch của Hàn Quốc được thành lập bởi FNC Entertainment. Ban đầu 10 thành viên của nhóm được giới thiệu tuần tự: 6 thành viên Hàn Quốc, 3 thành viên Nhật Bản và 1 thành viên Đài Loan, tuy nhiên 3 thành viên Mirae, Kokoro và Linlin rời nhóm từ tháng 12/2019. Nhóm ra mắt vào ngày 21 tháng 1 năm 2019 cùng với single album đầu tay Let's Play Cherry Bullet.

## Lịch sử hoạt động

### Trước khi ra mắt
- Haeyoon trước đây được giới thiệu là một trong những nữ thực tập sinh đại diện cho FNC Entertainment trong chương trình của Mnet, Produce 48. Cô đã đứng ở vị trí thứ 19 và do đó nên không trở thành thành viên của nhóm nhạc nữ, IZ*ONE.
- Bora là cựu thực tập sinh của Music K Entertainment. Cả cô và thành viên Yuju đều xuất hiện trong bộ phim Love Yourself: Her Highlight Reel của BTS, cùng với Yuju cũng xuất hiện trong video ca khúc Someone To Love của Honeyst.[2]
- Jiwon đã tham gia chương trình K-pop Star mùa đầu tiên của SBS với bài hát " Because Of You " của Kelly Clarkson và sau đó trở thành thực tập sinh của Starship Entertainment. Năm 2012, cô xuất hiện trong video âm nhạc White Love của Starship Planet.[3]

### 2019: Ra mắt với "Let's Play Cherry Bullet", comeback với "Love Adventure", 3 thành viên rời nhóm
Chương trình thực tế đầu tay của nhóm Insider Channel Cherry Bullet được công chiếu vào ngày 28 tháng 11 năm 2018 trên Mnet. Chương trình thực tế được thực hiện để giới thiệu nhóm và mỗi thành viên trong số 10 thành viên của mình cho người xem.
Single Album đầu tiên của nhóm, " Let's Play Cherry Bullet ", bao gồm bài hát chủ đề của họ, "Q&A" và 2 bài hát khác, "Violet" và "Stick Out". Đĩa đơn đã được phát hành, cùng với video âm nhạc "Q&A", vào ngày 21 tháng 1 năm 2019. Nhóm đã có buổi giới thiệu đầu tiên cùng ngày tại Hội trường trực tiếp YES24 ở Gwangjin-gu, Seoul.
Vào ngày 9 tháng 5, Cherry Bullet đã trở lại vào ngày 22 tháng 5 với đĩa đơn Love Adventure thứ hai với ca khúc chủ đề "Really Really".
Vào ngày 13/12/2019, FNC thông báo 3 thành viên Mirae, Kokoro và Linlin chấm dứt hợp đồng và chính thức rời Cherry Bullet.

### 2020:"Hands Up" và "Aloha Oe"
Nhóm đã phát hành đĩa đơn kỹ thuật số đầu tiên "Hands Up" vào ngày 11 tháng 2 năm 2020.
Vào ngày 6 tháng 8 năm 2020, Cherry Bullet trở lại với đĩa đơn kỹ thuật số mới "Aloha Oe"

### 2021: Cherry Rush, 3 thành viên tham gia chương trình sống còn "Girl planet 999"
Vào ngày 4 tháng 1, có thông báo rằng Cherry Bullet đã tham gia vào mạng xã hội Weverse. Nhóm sẽ phát hành EP đầu tiên "Cherry Rush"  với đĩa đơn chủ đạo "Love So Sweet" vào ngày 20 tháng 1.
Vào ngày 3 tháng 2, đã có thông báo rằng Cherry Bullet sẽ được quản lý bởi công ty con mới của FNC Entertainment, FNC W, chuyên dành cho các nhóm nhạc nữ.
Bora, Jiwon và May đã được xác nhận sẽ tham gia chương trình sống còn Mnet sắp tới Girls Planet 999, sẽ phát sóng từ ngày 6 tháng 8. Jiwon bị loại ở tập 8 với hạng 16 ở K-Group, May bị loại ở tập 11 với hạng 8 ở J-Group (hạng 24 tổng thể), Bora bị loại ở đêm chung kết với hạng 15 tổng thể.

## Đại sứ thương hiệu
Cherry Bullet là người mẫu cho thương hiệu đồng phục Hàn Quốc Smart cho năm 2019, cùng với BTS. Các thành viên cũng được chọn để đại diện cho thương hiệu vào năm 2019.

## Thành viên
- Chú thích: In đậm là nhóm trưởng

| Nghệ danh           | Nghệ danh           | Nghệ danh           | Tên khai sinh       | Tên khai sinh       | Tên khai sinh        | Tên khai sinh       | Tên khai sinh       | Vai trò                                    | Ngày sinh                  | Nơi sinh                | Quốc tịch           |
| Latinh              | Hangul              | Kana                | Latinh              | Hangul              | Kana                 | Hanja               | Hán-Việt            | Vai trò                                    | Ngày sinh                  | Nơi sinh                | Quốc tịch           |
| Thành viên hiện tại | Thành viên hiện tại | Thành viên hiện tại | Thành viên hiện tại | Thành viên hiện tại | Thành viên hiện tại  | Thành viên hiện tại | Thành viên hiện tại | Thành viên hiện tại                        | Thành viên hiện tại        | Thành viên hiện tại     | Thành viên hiện tại |
| ------------------- | ------------------- | ------------------- | ------------------- | ------------------- | -------------------- | ------------------- | ------------------- | ------------------------------------------ | -------------------------- | ----------------------- | ------------------- |
| Haeyoon             | 해윤                | へユン              | Park Haeyoon        | 박해윤              | パク・ヘユン         | 朴海允              | Phác Hải Doãn       | Main Vocalist                              | 10 tháng 1, 1996           | Suncheon, Hàn Quốc      | Hàn Quốc            |
| Yuju                | 유주                | ユジュ              | Choi Yuju           | 최유주              | チェ・ユジュ         | 崔裕姝              | Thôi Du Châu        | Lead Vocalist, Lead Rapper                 | 5 tháng 3, 1997            | Goyang, Hàn Quốc        | Hàn Quốc            |
| Bora                | 보라                | ボラ                | Kim Bora            | 김보라              | キム・ボラ           | 金紫蘿              | Kim Bảo Lạp         | Main Vocalist                              | 3 tháng 3, 1999            | Gwangju, Hàn Quốc       | Hàn Quốc            |
| Jiwon               | 지원                | ジウォン            | Heo Jiwon           | 허지원              | ホ・ジウォン         | 許智媛              | Hứa Trí Nguyên      | Lead Vocalist, Lead Rapper, Visual, Center | 4 tháng 9, 2000            | Gangnam, Hàn Quốc       | Hàn Quốc            |
| Remi                | 레미                | レミ                | Katsuno Rise        | 카츠노 리세         | かつの りせ          | 勝野莉世            | Thắng Dã Lị Thế     | Main Dancer, Sub Vocalist                  | 26 tháng 4, 2001           | Tokyo, Nhật Bản         | Nhật Bản            |
| Chaerin             | 채린                | チェリン            | Park Chaerin        | 박채린              | パク・チェリン       | 朴彩麟              | Phác Thái Lân       | Main Rapper, Main Dancer, Sub Vocalist     | 13 tháng 3, 2002           | Goyang, Hàn Quốc        | Hàn Quốc            |
| May                 | 메이                | メイ                | Hirokawa Mao        | 히로카와 마오       | ひろかわ まお        | 廣川茉音            | Quảng Xuyên Mạt Âm  | Lead Dancer, Sub Vocalist, Visual          | 16 tháng 11, 2004          | Tokyo, Nhật Bản         | Nhật Bản            |
| Cựu thành viên      |                     |                     |                     |                     |                      |                     |                     |                                            |                            |                         |                     |
| Mirae               | 미래                | ミレ                | Kim Kyungjoo        | 김경주              | キム・キョンジュ     | 金京主              | Kim Quỳnh Châu      | Main Vocalist                              | 26 tháng 3, 1998 (22 tuổi) | Busan, Hàn Quốc         | Hàn Quốc            |
| Kokoro              | 코코로              | こころ              | Katō Kokoro         | 카토 코코로         | かとう こころ        | 加藤心              | Gia Đằng Tâm        | Lead Dancer, Sub Vocalist                  | 11 tháng 1, 2000 (19 tuổi) | Nagoya, Aichi, Nhật Bản | Nhật Bản            |
| Lin Lin             | 린린                | リンリン            | Huang Tzuting       | 황쯔팅              | フゥァン・ズーティン | 黃姿婷              | Hoàng Tư Đình       | Lead Rapper, Lead Dancer, Sub Vocalist     | 5 tháng 7, 2003            | Tân Bắc, Đài Loan       | Đài Loan            |

## Danh sách đĩa nhạc

### Đĩa mở rộng
| Tên         | Chi tiết | Thứ hạng cao nhất | Doanh thu     |
| Tên         | Chi tiết | KOR               | Doanh thu     |
| ----------- | --- | ----------------- | ------------- |
| Cherry Rush | - Phát hành: 20 tháng 1 năm 2021 - Hãng đĩa: FNC Entertainment - Định dạng: CD, tải nhạc, trực tuyến | 11                | - KOR: 14,922 |
| Cherry Wish | - Phát hành: 2 tháng 3 năm 2022 - Hãng đĩa: FNC Entertainment - Định dạng: CD, tải nhạc, trực tuyến Danh sách bài hát 1. "Love In Space" 2. "Broken" 3. "Hiccups" 4. "KKa KKa" (닿을까 말까) 5. "My Boo"                           | 7                 | - KOR: 23,999 |
| Cherry Dash | - Phát hành: 7 tháng 3 năm 2023 - Hãng đĩa: FNC Entertainment - Định dạng: CD, tải nhạc, trực tuyến Danh sách bài hát 1. "POW! (Play On the World)" 2. "Whistle Like That" 3. "Cloud Nine" 4. "Queen" 5. "A Winter Star" (겨울 별) | 7                 | - KOR: 36,962 |

### Album đơn
| Tên                      | Chi tiết | Thứ hạng cao nhất | Doanh thu     |
| Tên                      | Chi tiết | KOR               | Doanh thu     |
| ------------------------ | --- | ----------------- | ------------- |
| Let's Play Cherry Bullet | - Phát hành: 21 tháng 1 năm 2019 - Hãng đĩa: FNC Entertainment, Kakao M - Định dạng: CD, tải nhạc, trực tuyến | 11                | - KOR: 16,731 |
| Love Adventure           | - Phát hành: 22 tháng 5 năm 2019 - Hãng đĩa: FNC Entertainment, Kakao M - Định dạng: CD, tải nhạc, trực tuyến | 9                 | - KOR: 12,991 |

### Đĩa đơn
| Tên                                                                                           | Năm  | Thứ hạng cao nhất | Thứ hạng cao nhất | Thứ hạng cao nhất | Album                         |
| Tên                                                                                           | Năm  | KOR               | KOR Hot           | US World          | Album                         |
| --------------------------------------------------------------------------------------------- | ---- | ----------------- | ----------------- | ----------------- | ----------------------------- |
| "Q&A"                                                                                         | 2019 | —                 | —                 | 17                | Let's Play Cherry Bullet      |
| "Really Really" (네가 참 좋아)                                                                | 2019 | —                 | —                 | —                 | Love Adventure                |
| "Hands Up" (무릎을 탁 치고)                                                                   | 2020 | —                 | 99                | 11                | Đĩa đơn không nằm trong album |
| "Aloha Oe" (알로하오에)                                                                       | 2020 | —                 | —                 | —                 | Đĩa đơn không nằm trong album |
| "Love So Sweet"                                                                               | 2021 | —                 | —                 | —                 | Cherry Rush                   |
| "Love in Space"                                                                               | 2022 | —                 | —                 | —                 | Cherry Rush                   |
| "P.O.W! (Play On the World)"                                                                  | 2023 | —                 | —                 | —                 | Cherry Rush                   |
| "—" biểu thị các bản phát hành không có bảng xếp hạng hoặc không được phát hành ở khu vực đó. |      |                   |                   |                   |                               |

## Danh sách phim

### Video âm nhạc
| Năm  | Video âm nhạc                  | Đạo diễn                  | Nguồn  |
| ---- | ------------------------------ | ------------------------- | ------ |
| 2019 | "Q&A"                          | Ziyong Kim (FantazyLab)   | [ 23 ] |
| 2019 | "Really Really" (네가 참 좋아) | SUNNYVISUAL               | [ 24 ] |
| 2020 | "Hands Up" (무릎을 탁 치고)    | JIMMY (VIA)               | [ 25 ] |
| 2020 | "Aloha Oe" (알로하오에)        | SUNNYVISUAL               | [ 26 ] |
| 2021 | "Love So Sweet"                | Naive Creative Production | [ 27 ] |

### Truyền hình thực tế
| Năm       | Tên                          | Thời lượng                | Mạng |
| --------- | ---------------------------- | ------------------------- | ---- |
| 2018-2019 | Inside Channel Cherry Bullet | 28 tháng 11 đến 9 tháng 1 | Mnet |

## Giải thưởng và đề cử

### Asia Artist Awards
| Năm  | Đề cử / Tác phẩm | Giải thưởng                              | Kết quả |
| ---- | ---------------- | ---------------------------------------- | ------- |
| 2019 | Cherry Bullet    | Popularity Award (Singer)                | Đề cử   |
| 2019 | Cherry Bullet    | Starnews Popularity Award (Female Group) | Đề cử   |

### Genie Music Awards
| Năm  | Đề cử / Tác phẩm | Giải thưởng                  | Kết quả |
| ---- | ---------------- | ---------------------------- | ------- |
| 2019 | Cherry Bullet    | The Top Artist               | Đề cử   |
| 2019 | Cherry Bullet    | The Female New Artist        | Đề cử   |
| 2019 | Cherry Bullet    | Genie Music Popularity Award | Đề cử   |
| 2019 | Cherry Bullet    | Global Popularity Award      | Đề cử   |

### Melon Music Awards
| Năm  | Đề cử / Tác phẩm | Giải thưởng           | Kết quả |
| ---- | ---------------- | --------------------- | ------- |
| 2019 | Cherry Bullet    | Best New Artist Award | Đề cử   |

### Mnet Asian Music Awards
| Năm  | Đề cử / Tác phẩm | Giải thưởng                       | Kết quả |
| ---- | ---------------- | --------------------------------- | ------- |
| 2019 | Cherry Bullet    | Artist of the Year                | Đề cử   |
| 2019 | Cherry Bullet    | Best New Female Artist            | Đề cử   |
| 2019 | Cherry Bullet    | Worldwide Fans' Choice Top 10     | Đề cử   |
| 2019 | Cherry Bullet    | 2019 Qoo10 Favorite Female Artist | Đề cử   |

### Seoul Music Awards
| Năm  | Đề cử / Tác phẩm | Giải thưởng          | Kết quả |
| ---- | ---------------- | -------------------- | ------- |
| 2020 | Cherry Bullet    | New Artist Award     | Đề cử   |
| 2020 | Cherry Bullet    | Popularity Award     | Đề cử   |
| 2020 | Cherry Bullet    | Hallyu Special Award | Đề cử   |